# Osan Yaran
Oğuzhan „Osan“ Yaran (* 12. Dezember 1986 in West-Berlin) ist ein deutsch-türkischer Komiker und Moderator.

## Leben
Yaran wuchs auf in Berlin-Wedding. Mit 18 Jahren zog er nach Staaken im Bezirk Spandau. Yaran war beim Discountunternehmen Lidl angestellt und arbeitete sich dort bis zum Filialleiter hoch. Yaran begann im Jahr 2014 mit Comedy. 2017 übernahm er die Moderation der „Talentschmiede“ im Quatsch Comedy Club. Er war bei diversen Comedy-Formaten zu Gast, u. a. 2017 bei Joke FM, 2018 bei Comedy Talk auf 104.6 RTL, 2023 bei Satire Deluxe auf WDR 5. Sein erstes Solo-Programm hieß Ostmane – Integration gelungen. Im Jahr 2019 wurde Yaran beim Stuttgarter Besen mit dem Gerhard-Woyda-Publikumspreis ausgezeichnet. 2022 präsentierte er sein zweites Solo-Programm Gut, dass du fragst!.

## Werke (Auswahl)

### Bühnenprogramme
- 2018–2023: Ostmane – Integration gelungen[10][11]
- seit 2022: Gut, dass du fragst![9]
- seit 2025: Aus Prinzip!

### Fernsehauftritte
- 2017: Nuhr ab 18 – Junge Comedy (ARD)[12]
- 2019: Comedy Grenzgänger (PLUS 4)[13]
- 2019: Mario Barth & Friends (RTL)[14]
- 2021: Unbreakable – Wir machen Dich stark! (RTL+)
- 2023: Die besten Comedians Deutschlands (Sat.1)[15]
- 2023: 1LIVE Köln Comedy-Nacht XXL[16]
- 2025: Let’s Dance (Kandidat, RTL)

### Moderation
- 2017–2020: Talentschmiede des Quatsch Comedy Club
- 2023: 1LIVE Hörsaal-Comedy[17]

## Auszeichnungen (Auswahl)
- 2017: 1. Platz beim Hamburger Comedy Pokal[10]
- 2017: 1. Platz beim NDR Comedy Contest
- 2017: 1. Platz beim Amici Artium Kabarettpreis
- 2017: 1. Platz beim Trierer Comedy Slam
- 2018: 1. Platz beim Stuttgarter Comedy Clash
- 2019: Gerhard-Woyda-Publikumspreis beim Stuttgarter Besen[3]